# La ragazza dell'ombrellone accanto/Mi guardano
La ragazza dell'ombrellone accanto/Mi guardano è il 56º singolo di Mina, pubblicato il 5 settembre del 1963 su vinile a 45 giri dall'etichetta Italdisc.

## Il disco
Tentativo con scarso successo di eguagliare il successo delle vendite di Stessa spiaggia, stesso mare pubblicato pochi mesi prima. Resta un disco tipicamente estivo con una copertina frontale Archiviato l'8 aprile 2023 in Internet Archive. decisamente balneare, meno il suo retro.
Ne esiste una versione promozionale per jukebox (NON in vendita) con identico numero di catalogo.
Stampato e distribuito in Germania nel 1963 (Polydor 52175) con la copertina diversa, visibile in infobox.
Entrambe le canzoni sono contenute nell'album ufficiale Stessa spiaggia, stesso mare del 1963 e nella raccolta Ritratto: I singoli Vol. 2 del 2010.
Il maestro Tony De Vita e la sua orchestra accompagnano Mina nei due brani.

## Mi guardano
Oltre a essere presente anche nell'album ufficiale Mina Nº 7 del 1964, è stata riproposta da Mina nel 1970 in una nuova versione in italiano inserita nell'album ...quando tu mi spiavi in cima a un batticuore....
La versione in spagnolo col titolo Me miran (non è noto l'autore del testo) si trova nell'EP del 1963 Renato (Discophon 27.234) che appartiene alla discografia in quel paese e nella raccolta Mina latina due (1999).

## Tracce
Lato A
1. La ragazza dell'ombrellone accanto – 2:21 (testo: Vito Pallavicini – musica: Vittorio Buffoli; edizioni musicali Codevilla)

Lato B
1. Mi guardano – 2:44 (testo: Leo Chiosso "Roxy Bob" – musica: Umberto Prous; edizioni musicali Orchestralmusic)